# Andrew McMahon (album)
Andrew McMahon est un EP éponyme d'Andrew McMahon réalisé par ce dernier est paru en 1999. Trois des chansons disponibles sur l'album ont été ré-enregistrées par Something Corporate, le groupe de McMahon sur les albums Ready... Break et The Galaxy Sessions.

## Liste des titres
1. Airports – 5:30
2. Babies of the 80's – 2:58
3. Spin – 3:03
4. Drunk Girl – 3:39

## Personnalités ayant collaboré à l'album
- Andrew McMahon - Piano, chant
- Kevin Page - Basse (sur Drunk Girl)
- Josh Partington - Guitare
- Bob Schwerkel - Batterie
- Allen Stetson - Basse